# Pyramica chiricahua
Pyramica chiricahua är en myrart som först beskrevs av Ward 1988.  Pyramica chiricahua ingår i släktet Pyramica och familjen myror. Inga underarter finns listade i Catalogue of Life.

## Bildgalleri

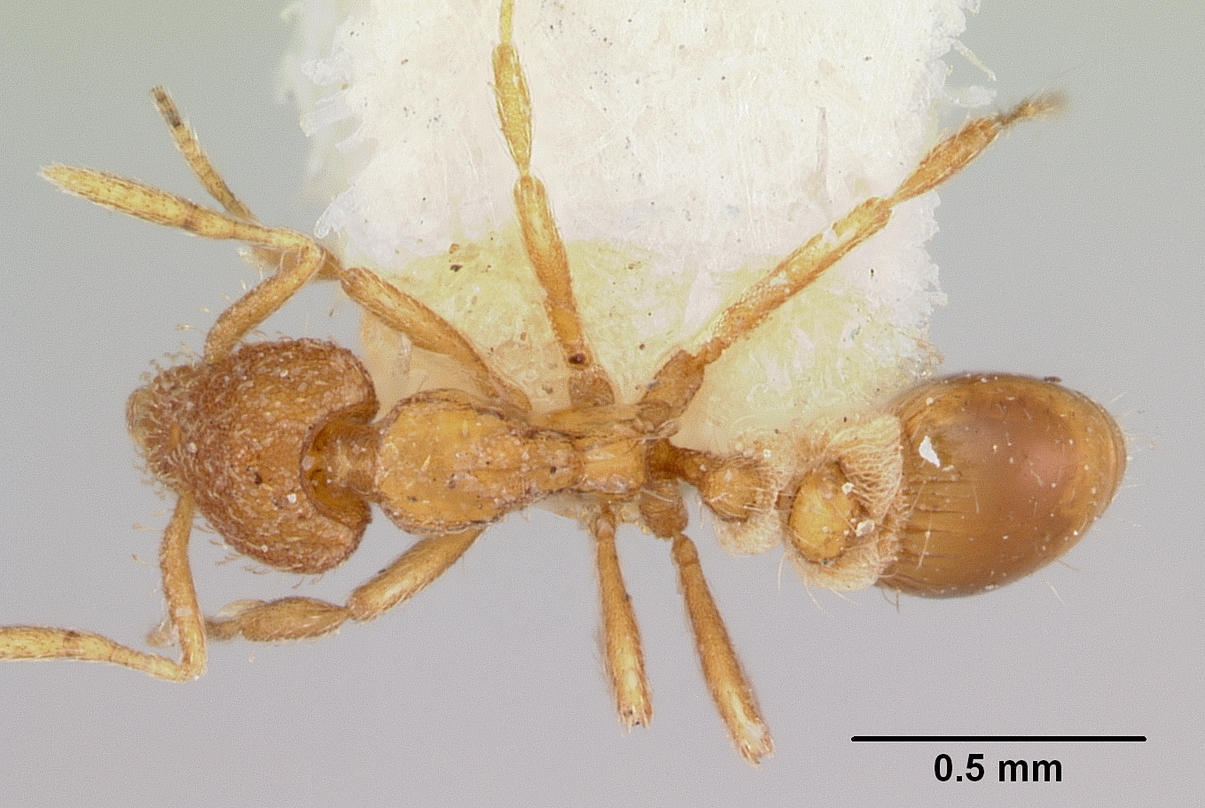
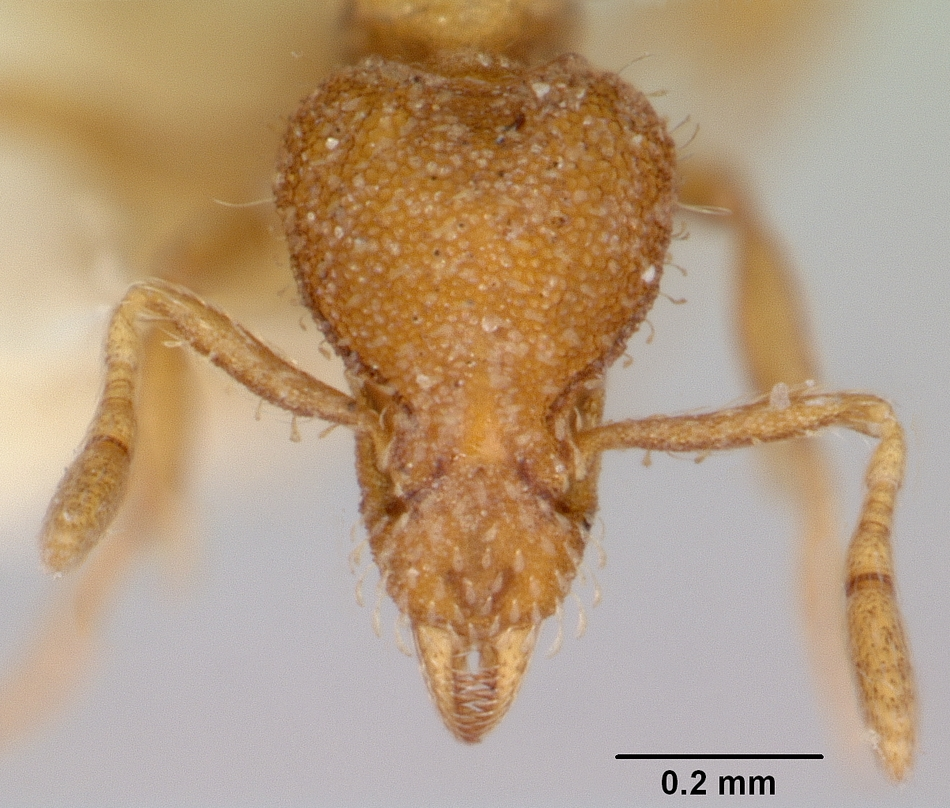
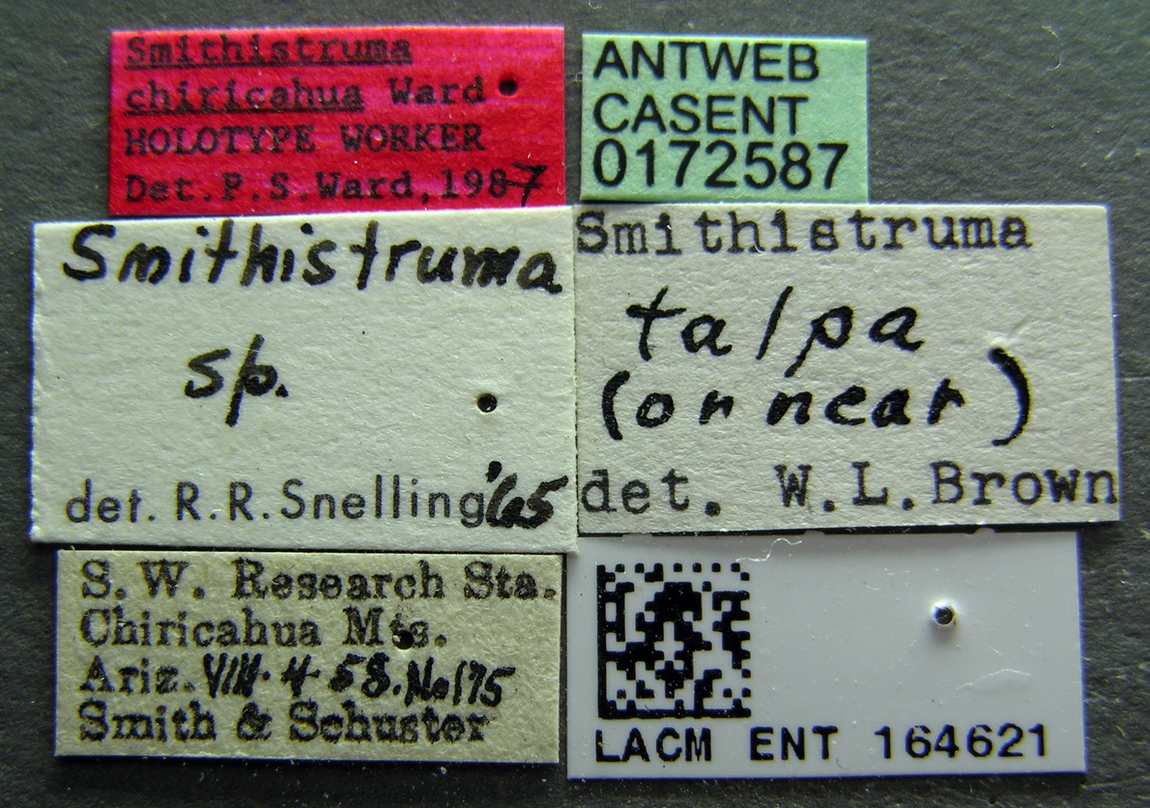
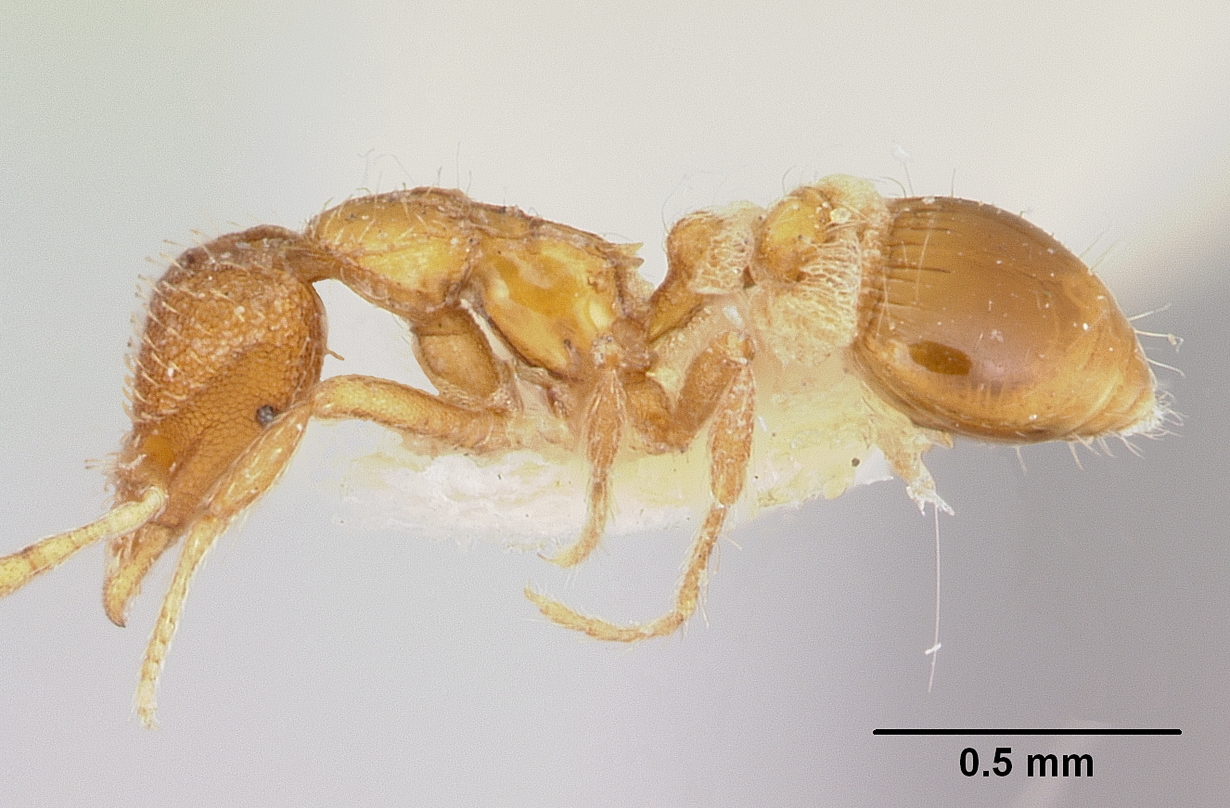